# ムトー精工
ムトー精工株式会社（ムトーせいこう、MUTO CO., LTD. ）は、岐阜県各務原市に本社を置く、主にソニー向けのプラスチック部品およびその金型を製造・販売する企業である。

## 沿革
- 1956年6月10日 - 武藤合成樹脂工業所創業。
- 1970年6月 - 武藤合成株式会社設立。
- 1985年3月 - 子会社の東立精工株式会社を吸収合併し、現社名となる。
- 1988年6月 - 株式会社花田製作所を吸収合併。
- 1993年7月 - 日本証券業協会に株式を店頭公開。
- 1995年5月17日 - ベトナムのドンナイ省にムトーベトナムCO.,LTD.を設立。
- 2000年10月 - ムトーシンガポールPTE LTDを設立。
- 2003年9月 - 大英エレクトロニクス株式会社を買収。
  - 11月12日 - 中国の江蘇省に豊武光電（蘇州）有限公司を設立。
- 2004年12月 - ジャスダックに上場。
- 2005年2月23日 - ベトナムのヴィンフック省にムトーテクノロジーハノイCO.,LTD.を設立。
  - 9月 - 香港の九龍尖沙咀に武藤香港有限公司を設立。
- 2006年3月 - 江蘇省に武藤精密工業（太倉）有限公司を設立（2007年7月解散）。
- 2007年1月 - タチバナ精機株式会社とハントンスプリングインダストリーズSDN.BHD.を買収。
- 2012年2月 - ムトー（タイランド）CO.,LTD.を設立。